# Каминага, Сионэ
Сионэ Каминага (яп. 神長汐音, англ. Shione Kaminaga, родилась 26 сентября 1999 года, в Минамиаики, префектура Нагано)) — конькобежка, специализирующаяся в шорт-треке. Участвовала в зимних Олимпийских играх 2018 и Олимпийских играх 2022 года. Сионэ выступает за команду "All Nippon Airways Trading Co.,Ltd"

## Спортивная карьера
Сионэ Каминага начала заниматься шорт-треком в возрасте 8 лет, в 3-м классе начальной школы. Отец, работавший в отеле рядом с ледовым катком, посоветовал ей заняться этим видом спорта. 
Она дебютировала в марте 2015 года на юниорском чемпионате мира в Осаке и  выиграла бронзовую медаль в эстафете. В октябре она начала выступления в Кубке мира, а в конце января 2016 года на юниорском чемпионате мира в Софии заняла 16-е место в общем зачёте. В феврале на 2-х юношеских Олимпийских играх в Лиллехаммере заняла 7-е место в беге на 500 м и 11-е в беге на 1000 м.
В ноябре 2016 года на Кубке мира в Солт-Лейк-Сити заняла лучшее 11-е место на дистанции 1500 м. В начале 2017 года на юниорском чемпионате мира в Инсбруке вновь выиграла бронзу в эстафете и заняла 17-е место в личном многоборье. Уже через две недели в феврале она выиграла свою первую серебряную медаль на дистанции 1000 м на этапе Кубка мира в Минске. 
В феврале 2018 года, когда Сионэ была на 3-м курсе старшей школы участвовала на зимних Олимпийских играх в Пхёнчхане, где заняла 30-е место на дистанции 1500 м и в эстафете заняла 6-е место. Через месяц на чемпионате мира среди юниоров в Томашув-Мазовецком завоевала серебряную медаль в женской эстафете. В марте на взрослом чемпионате мира в Монреале с командой поднялась на 5-е место в эстафете.
На Всеяпонском чемпионате на отдельных дистанциях она заняла 2-е места на 500 м, 1000 м и 1500 м. В ноябре 2018 года Сионэ Каминага на Кубке мира в Солт-Лейк-Сити выиграла бронзовую медаль в эстафете. Весной 2019 года на очередном юниорском чемпионате мира в Монреале вместе с подругами по команде заняла 9-е место в эстафете. На Всеяпонском чемпионате на отдельных дистанциях она заняла 2-е места на 500 м, 1500 м и выиграла в беге на 1000 м. 
В декабре заняла 2-е место в общем зачёте на Всеяпонском чемпионате по многоборью, а в феврале 2020 года ещё дважды в составе команды поднималась на 3-е место на Кубке мира в Дрездене и Дордрехте в женской и смешанной эстафетах. На Всеяпонском чемпионате на отдельных дистанциях Сионэ вновь была 2-й на дистанциях 500 м и 1000 м, но в этот раз выиграла золото в беге на 1500 м. В марте все международные соревнования отменили из-за пандемии коронавируса. 
На Всеяпонском чемпионате в декабре 2021 года она заняла 3-е место в беге на 1500 м, выиграла на дистанции 500 м и заняла 3-е место в общем зачёте. После чего квалифицировалась на олимпиаду в Пекине. На зимних Олимпийских играх в Пекине в феврале заняла 25-е место в беге на 1000 м и 27-е место на дистанции 1500 м.  